# Те-Вілледжес (Флорида)
Те-Вілледжес (англ. The Villages) — переписна місцевість (CDP) в США, в окрузі Самтер штату Флорида. Населення — 132 420 осіб за статистичними даними 2019 року. Містечко пенсіонерів.
Те-Вілледжес вже кілька років відносять до району дуже високого зростання. У 2014 році Перепис населення США визначив місто одним з найбільш швидкозростаючим.

## Географія
За даними Бюро перепису населення США переписна місцевість має загальну площу 83,14 км², з яких 79,77 км² — суходіл та 3,36 км² — водойми.
Висота місцевості над рівнем моря — 23 м.
Те-Вілледжес розташований за координатами 28°53′55″ пн. ш. 81°59′38″ зх. д. / 28.89861° пн. ш. 81.99389° зх. д. (28.898553, -81.994026).

## Демографія
Згідно з переписом населення США 2019 року, у переписній місцевості мешкали 132 420 осіб. Густота населення становила 93,41 ос./км².
Расовий склад населення:
| - 119, 533 — білих - 9, 697 — чорних або афроамериканців - 1,307 — 2 або більше раси - 1, 270 — азіатів - 519 — корінних американців |

За віковим діапазоном населення розподілялося таким чином: 5,9 % — особи до 14 років, 35,9 % — особи у віці 15-64 років, 58,2 % — особи у віці 65 років та старші. За гендерною приналежністю населення поділяється майже порівну: 50,3 % становлять особи жіночої статі, 49,7 % — особи чоловічої статі.
Станом на 2015 рік середній дохід на одне домашнє господарство становив 70 736 доларів США (медіана — 56 672), а середній дохід на одну сім'ю — 81 183 долари (медіана — 66 472). Медіана доходів становила 56 431 долар для чоловіків та 45 057 доларів для жінок. За межею бідності перебувало 4,8 % осіб, у тому числі 19,8 % дітей у віці до 18 років та 4,1 % осіб у віці 65 років та старших.
Цивільне працевлаштоване населення згідно з даними 2010 року становило 8472 особи. Основні галузі зайнятості: роздрібна торгівля — 21,4 %, освіта, охорона здоров'я та соціальна допомога — 17,2 %, фінанси, страхування та нерухомість — 12,9 %, науковці, спеціалісти, менеджери — 12,6 %.
У Те-Вілледжес зосереджена найбільша кількість ветеранського населення в будь-якій точці Сполучених Штатів, при цьому там немає військової бази.
Те-Вілледжес зайняв 53-е місце у списку Forbes 2017 року серед «Найкращих невеликих місць для бізнесу та кар'єри».
Згідно з аналізом даних, проведеним Yahoo!Finance за даними 2018 року, у селах більше будинків купували жінки, ніж чоловіки. За даними Бюро фінансового захисту споживачів, жінки придбали 468 будинків, тоді як чоловіки купили 406, це означає, що затверджений іпотечний кредит для жінок, як і відсоток затверджених іпотечних кредитів для чоловіків, становив 115 %, що робить Те-Вілледжес районом із найвищим показником серед 400 столичних районів в Сполучених Штатах.

## Уряд
Мешканці Те-Вілледжес мають стабільно високий показник явки на вибори — від 80 %. Республіканці переважають над Демократами удвічі.
Оскільки Те-Вілледжес є важливою частиною республіканської партії в Центральній Флориді, містечко часто відвідували губернатор Флориди Рік Скотт та сенатор США Марко Рубіо. Під час виборів губернаторів у Флориді 2014 року Скотт відвідав Те-Вілледжес напередодні, щоб зібрати голоси. Перед виборами сенатора Флориди 2016 року Рубіо зупинився у тимчасовому республіканському штабі, створеному на озері Самтер Лендінг у Те-Вілледжес.
Те-Вілледжес знаходиться в 11-му окрузі Конгресу Флориди, представленому Даніелем Вебстером.

## Бізнес
Станом на 2016 рік, Те-Вілледжес побудували 5,7 млн квадратних футів комерційних бізнес-площ, ще 3,3 млн квадратних футів було заплановано на найближче майбутнє. Серед основних підприємств — ресторани, роздрібна торгівля, орієнтована на людей похилого віку, та постачальники медичних послуг. Середній рівень заповнення комерційної нерухомості у селах становить приблизно 97 %.
Комерційні площі в Те-Вілледжес включають міські центри, регіональні торгові центри та сусідні торгові площі. Основними напрямками бізнесу є торгові центри площею 500 000 квадратних футів, де представлені різноманітні магазини, ресторани, розважальні заклади та постачальники послуг. Загалом у Те-Вілледжес 14 продуктових магазинів, включаючи сім Publix, три локації Winn-Dixie, The Fresh Market, Target, Walmart Supercenter та Walmart Neighborhood Market. Citizens First Bank, громадський банк із головним офісом у Те-Вілледжес, має дев'ять місць по всій громаді.
За штатними та федеральними даними про робочі місця, між 2010 і 2018 рр. Те-Вілледжес додав 13,893 робочих місця.
У лютому 2019 року WalletHub порівняв середні кредитні оцінки жителів 2 571 міст, і Те-Вілледжес набрав найвищі показники в США з кредитним балом 806.